# Dolina Charod
Dolina Charod (hebr. עמק חרוד, Emek Charod) jest wąską doliną będącą częścią Rowu Jordanu, położoną w północnej części Izraela.

## Geografia
Dolina Charod jest częścią Rowu Jordanu, i znajduje się między Doliną Jezreel na zachodzie a Doliną Bet Sze’an na wschodzie. W przeciwieństwie do Doliny Jezreel, Dolina Charod opada do depresji Rowu Jordanu i odprowadza swoje wody do rzeki Jordan. Przez całą długość doliny przepływa niewielka rzeka Charod. Od strony południowej dolina jest zamknięta przez masyw Wzgórz Gilboa, a na północy przez płaskowyż Ramot Jissachar.
Dolina Charod ma długość 8 kilometrów (z północnego zachodu na południowy wschód) i szerokość od 1,5 do 3 km. Dno doliny jest w przeważającej większości płaskie, z delikatną tendencją spadkową ku południowemu wschodowi. Krajobraz urozmaica kilkadziesiąt niewielkich pagórków. Najważniejszych ciekiem wodnym płynącym przez dolinę jest rzeka Charod. Spływają do niej liczne potoki i strumienie, o charakterze najczęściej sezonowym. Z małych rzek można wymienić: Nawot, Jechezkel, Gewa, Nurit, Jechonatan, Josef i Kipodan. W dolinie występują także źródła termalne.
W dolinie znajdują się kibuce Bet Alfa, Chefci-Bah, Bet ha-Szitta, Tel Josef, En Charod Me’uchad, En Charod Ichud i Gewa, moszaw Kefar Jechezkel oraz wioska komunalna Gidona (należą do Samorządu Regionu Ha-Gilboa). Administracyjne dolina jest położona w Poddystrykcie Jezreel, w Dystrykcie Północnym.

## Historia
Dolina jest zamieszkana nieprzerwanie od czasów starożytnych. Jest ona wymieniana w tekstach biblijnych. Współczesne osady zaczęły powstawać w dolinie na początku XX wieku. Wśród powstających wówczas żydowskich osad były wioski arabskie. Ze środków Żydowskiego Funduszu Narodowego przeprowadzono rozległe prace osuszania tutejszych bagien. Po uregulowaniu strumieni i rzeki Charod, a następnie osuszeniu pól, uzyskano bardzo urodzajne tereny rolnicze. Dodatkowym korzystnym czynnikiem była dostępność dużej ilości wody. Umożliwiło to założenie stawów hodowlanych ryb. Przyjęta 29 listopada 1947 roku Rezolucja Zgromadzenia Ogólnego ONZ nr 181 przewidywała, że Dolina Charod będzie częścią państwa żydowskiego. Podczas wojny domowej w Mandacie Palestyny siły żydowskiej organizacji paramilitarnej Hagana wysiedliły w 1948 roku arabskich mieszkańców z tutejszych wiosek. W rezultacie dolina posiada jednolity żydowski układ demograficzny.

## Turystyka
Największą tutejszą atrakcją jest położony przy wiosce Gidona Park Narodowy Majan Charod, który chroni obszar źródeł strumienia Charod. Strumień wypływa z kamienistej jaskini na zboczu góry Gilboa i spływa do obszernego parku, w którym zbudowano duży basen rekreacyjny. Okoliczne zbocza górskie są porośnięte sosnowy lasem.
W kibucu Chefciba znajduje się synagoga z okresu bizantyjskiego. We jej wnętrzu można podziwiać mozaikę podłogową przedstawiającą kalendarz hebrajski ze znakami zodiaku. Teren jest objęty ochroną jako Park Narodowy Synagogi Bet Alfa. W rejonie kibucu Beit HaSzita znajdują się pozostałości kościoła z okresu bizantyjskiego, oraz fragmenty kolumn i miejsca pochówków z okresu rzymskiego.

## Gospodarka
Cała dolina jest intensywnie wykorzystywana rolniczo. Oprócz produkcji roślinnej, tutejsze osady specjalizują się w hodowli ryb w sztucznych stawach hodowlanych. Zajmują one znaczną część doliny i przyciągają dużą liczbę ptaków (kormorany, bociany, mewy i inne).

## Komunikacja
Przez dolinę przechodzi z zachodu na wschód droga nr 71. Do 1948 roku przez dolinę przechodziła odnoga linii kolejowej Hidżaz, która łączyła Damaszek z Medyną. Odnoga przebiegająca przez miasto Bet Sze’an łączyła główną linię kolejową z miastem Hajfą. Ze względu na przeciągający się konflikt izraelsko-arabski linia kolejowa jest nadal nieczynna.